# Comtat de Lunéville
El comtat de Lunéville fou una jurisdicció feudal de Lorena, centrada a Luneville. El feu es va constituir a l'entorn del castell i cobrava un dret de pas pel pont sobre el Vezouze, que estava en el camí del comerç de la sal. Després de pertànyer a diversos senyors, un d'ells, Esteve, va esdevenir bisbe de Toul, i va donar al territori el títol de comtat; el govern d'aquest fou confiat als comtes palatins de Metz. El 1171 la línia es va extingir i va passar a un parent llunyà de nom Hug I; el fill d'aquest, Hug II, es va revoltar el 1234 contra Mateu II, duc de Lorena i fou derrotat. Llavors va bescanviar els seus dominis de Lunéville amb una senyoria a l'entorn de Saint-Dié. El comtat de Lunéville fou annexionat al ducat de Lorena.

## Llista de bisbes
- ???-994: Esteve († 995), comte de Lunéville i bisbe de Toul

- 994-995: Folmar I de Bliesgau († 995), comte palatí de Metz i comte de Lunéville

- 995-1029: Folmar II de Lunéville († 1029), fill, comte palatí de Metz i comte de Lunéville

casat amb Gerberga, probable filla de Godofreu I el Captiu, comte de Verdun i d'Oda de Metz (filla de Gerard I, comte reial de Metz)
- 1029-1056: Godofreu de Lunéville († 1056), fill, comte palatí de Metz i comte de Lunéville

casat amb Judit
- 1056-1075: Folmar III de Lunéville († 1075), fill, comte palatí de Metz i comte de Lunéville

casat amb Suanaquilda
- 1075-1111: Folmar IV de Lunéville († 1111), fill, comte episcopal de Metz i comte de Lunéville

- 1111-1145: Folmar V de Lunéville († 1145), fill, comte episcopal de Metz i comte de Lunéville

casat amb Matilde, filla d'Albert I, comte d'Eguisheim, de Dagsbourg i de Nordgau
- 1145-1171: Folmar VI de Lunéville († 1171), fill, comte episcopal de Metz i comte de Lunéville

mort sense fills, va deixar Lunéville al seu nebot mentre que el bisbe de Metz va confiar el comtat a un dels seus cosins maternals)
- 1171-1220: Hug I de Lunéville († 1220), fill de Folmar I, comte de Bieskastel i, per tant, besnet de Folmar III i de Clemència (filla de Folmar V)

casat amb Cunegunda de Kyrburg
- 1220-1243: Hug II de Lunéville († 1247), fill